# Parque natural Pasonanca
El Parque natural Pasonanca es un área protegida que conserva un hito importante en la isla de Mindanao, concretamente en la península de Zamboanga Filipinas. Contiene las cabeceras del río Tumaga al  sur de la cordillera Zamboanga que sirve a las necesidades de agua de unos 800.000 residentes en la ciudad de Zamboanga. Debe su nombre a la aldea de Pasonanca situada en periferia al norte de la ciudad, donde el Parque Pasonanca, un ecoparque público, y el Parque Abong-Abong, un lugar de peregrinación, también se pueden encontrar.
El parque natural se gestiona como parte del sistema nacional integrado de Áreas Protegidas de Filipinas. Se estableció inicialmente en 1987 como la Reserva Forestal de la Cuenca Pasonanca y abarcaba una superficie inicial de 10.560 hectáreas (26.100 acres) declaradas como tal a través de la Proclamación Nº 199 emitida por la presidenta Corazón Aquino. En 1999, a través de la Proclamación Nº 132 emitida por el presidente Joseph Estrada, el parque fue ampliado y reclasificado como parque natural. Tiene el bloque más grande que queda del antiguo bosque de dipterocarpáceas de tierras bajas en crecimiento en Zamboanga.